# Baltops 2022

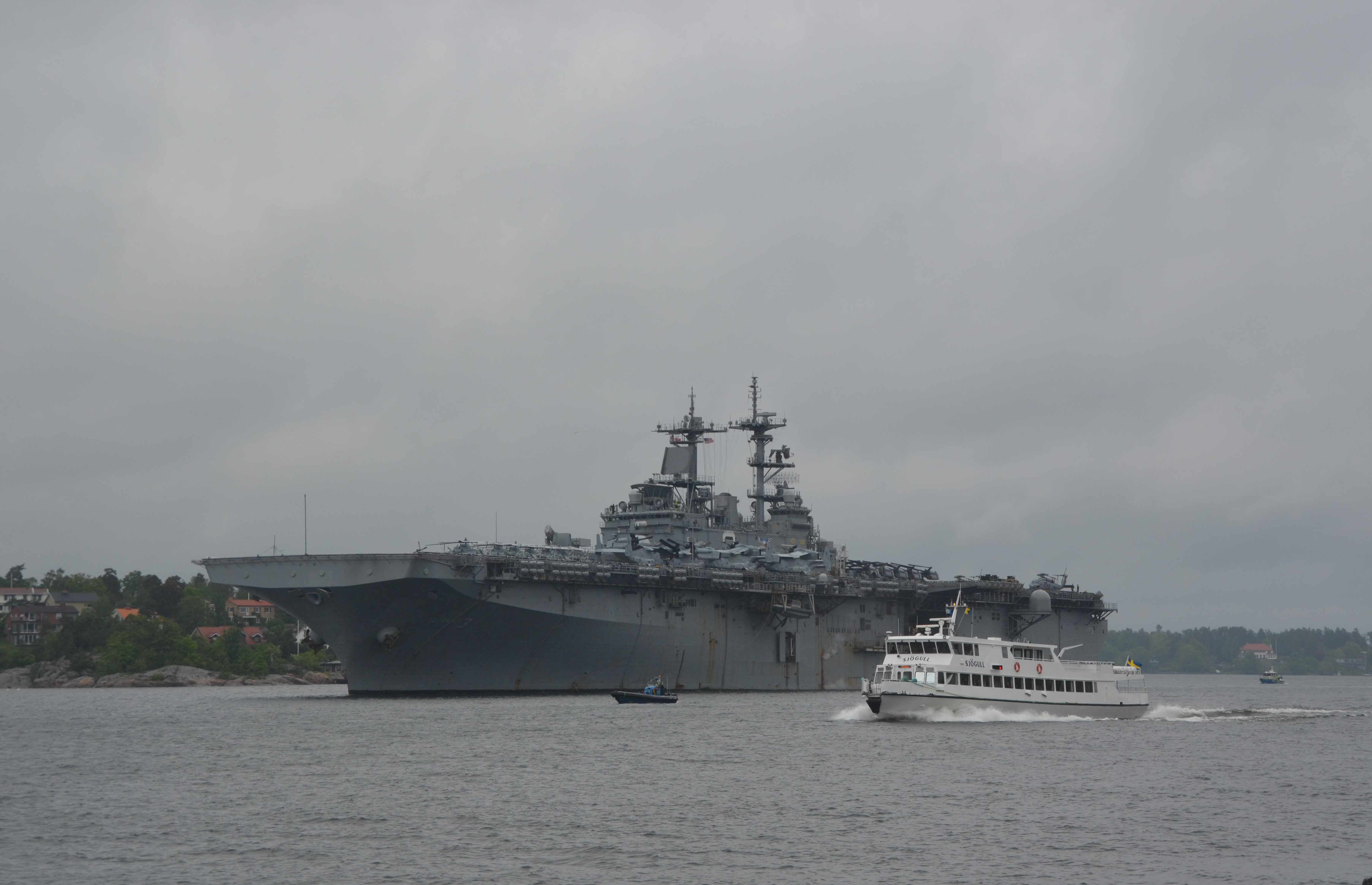
Det amerikanska amfibiestridsfartyget USS Kearsarge och M/S Sjögull utanför Lidingö, den 2 juni 2022

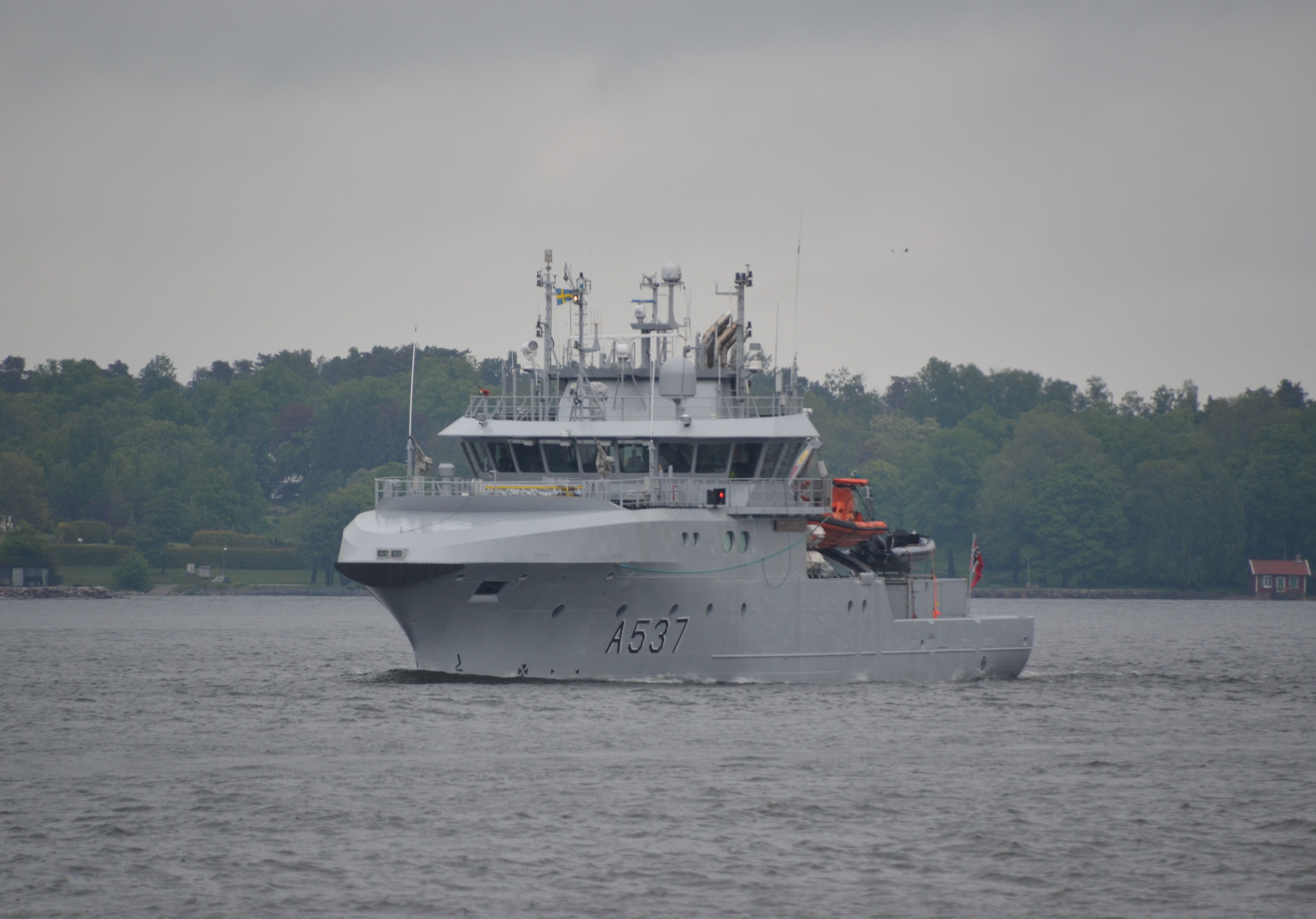
Det norska logistikfartyget KNM Magnus Lagabøte, den 2 juni 2022

Baltops 2022 är en Nato-marinövning den 5–17 juni 2022, som delvis sker på svenskt territorialvatten och svenskt territorium. Det är den 51:a övningen med namnet Baltic Operations, vilken årligen genomförts i Östersjön med stridsfartyg från flottor i 14 NATO-medlemmar och de två partnerländerna Finland och Sverige under amerikansk ledning.
År 2022 är Sverige värdland och det övas bland annat minröjning, ubåtsjakt och landstigningsoperationer och luftförsvar i mellersta och södra Östersjön. I övningen deltar fartyg och soldater från 16 länder, med  övningar bland annat i Stockholms skärgård runt Utö, till havs och på land utanför Visby, runt Fårö, på Ravlunda övningsfält på Österlen och i Hanöbukten.
I övningen deltar drygt 45 fartyg, drygt 75 flygplan och sammanlagt 7.000 personer.

## Deltagande svenska resurser
Sverige deltar med en ubåt, två Visbykorvetter, två minröjningsfartyg, fyra stridsflygplan, två helikoptrar och drygt 500 personer, bland andra:
- HMS Helsingborg (K32)
- HMS Trossö

## Deltagande fartyg från andra länder i urval
- USS Kearsarge, amerikanskt amfibiefartyg
- USS Gunston Hall, amerikanskt landstigningsfartyg
- Berlin, tyskt underhållsfartyg
- USS Porter, amerikansk jagare
- USS Mount Whitney, amerikanskt ledningsfartyg
- HMS Defender, brittisk robotjagare
- Sachsen-Anhalt, tysk fregatt
- Latouche-Tréville, fransk jagare
- Uusima, finländskt minfartyg[2]
- Purunpää, finländskt minjaktfartyg[2]
- LNS Dzukas, litauisk patrullbåt (tidigare danska HMS Hajen)
- KNM Magnus Lagabøte, norskt logistikfartyg